# バンドカノン1
バンドカノン1（スウェーデン語: Bandkanon 1、略称Bkan1）は、スウェーデンの自走砲。スウェーデン陸軍が1967年から2003年まで使用した。運用当時、バンドカノン1は世界で最も重い自走砲の一つであった。エンジンとしては、バンドカノン1よりも軽量なStrv.103と同一のものを採用しており若干非力であったが、高い機動性を持っていた。
搭載している50口径155mm砲は非常に高い発射速度を持ち、45秒で14発を発射可能であった。1発を砲に装填し、砲身後方に備えた2組の7連装弾倉を使用した場合の発射速度は45秒で15発に達し、この値が公式世界記録となった。弾倉は給弾用クレーンにより2分程度で再装填できた。砲弾は1発当たり47kgで有効射程は25kmであった。

## 利用
計画では70両を生産する予定であったが、防衛予算の削減によって生産数は26両にとどまった。ノールランドの師団砲兵として配備され、ボーデン砲兵連隊（A8）に、後にはノールボッテン連隊（I19）でも使用された。1980年代後期までそれぞれ12両ずつで2個大隊が編成され、その後2003年の退役までは8両ずつの3個大隊となった。

## 歴史
KRV計画が中止されると、その台車を用いて"artillerikanonvagn 151"(akv151)の呼称でランズベルクで自走砲が開発された。構想が有望と見られたため、国防需品管理局の監督の下でランズベルクによって再設計され、駆動装置はStrv.103と同じものとなり、主砲はボフォースが製造したものとなった。
バンドカノン1には単にバンドカノン1、後にバンドカノン1Aとされた初期型と、1980年代に近代化が行われた改良型バンドカノン1Cの2つの型式が存在する。両者の主な違いはStrv.103のC型に導入されたものに類似した駆動装置の導入であり、その他には給弾用クレーンの取り外しや照準、位置取り、航法のためのPOS 2射撃管制装置の導入などがあげられる。

## 画像

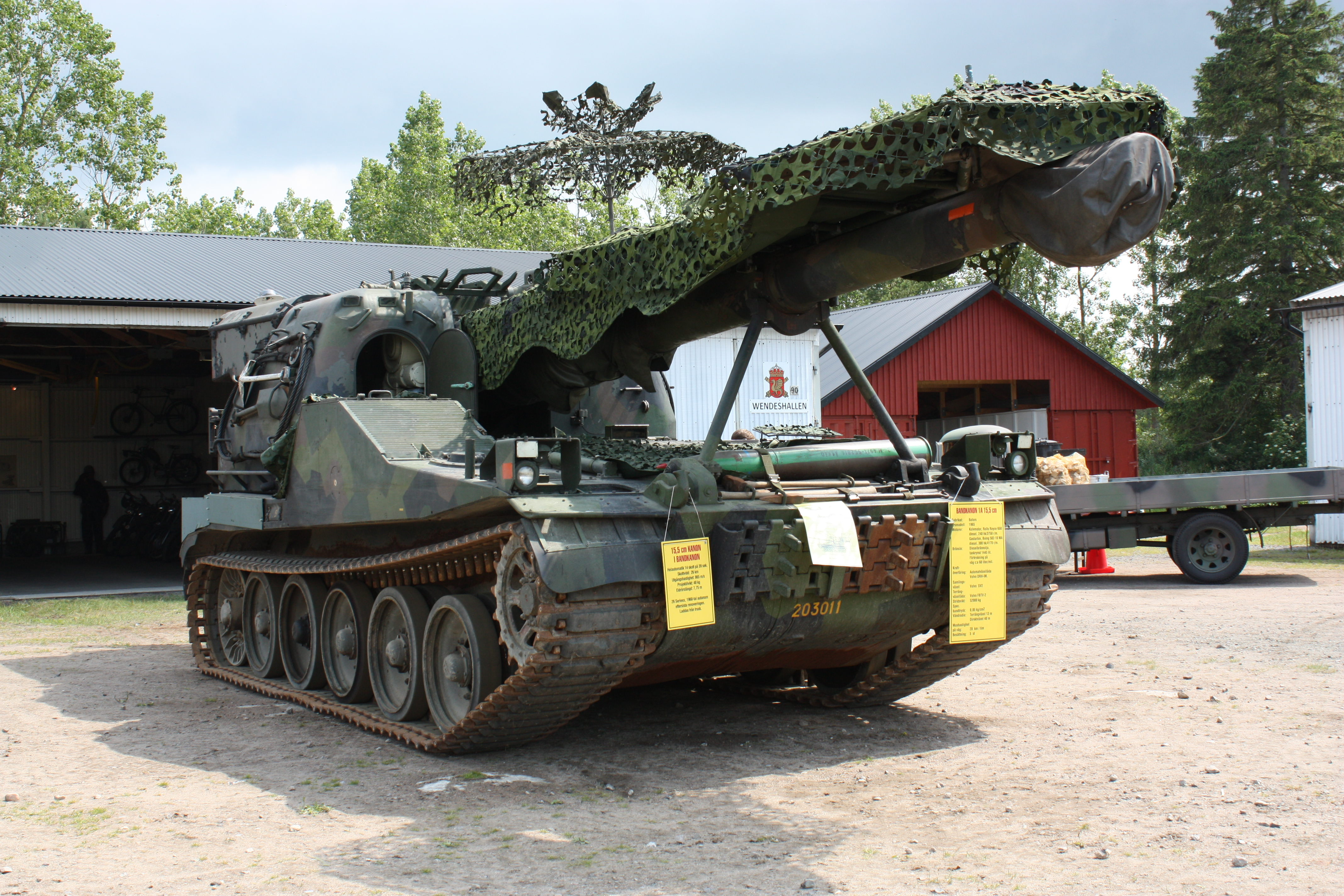
バンドカノン1A
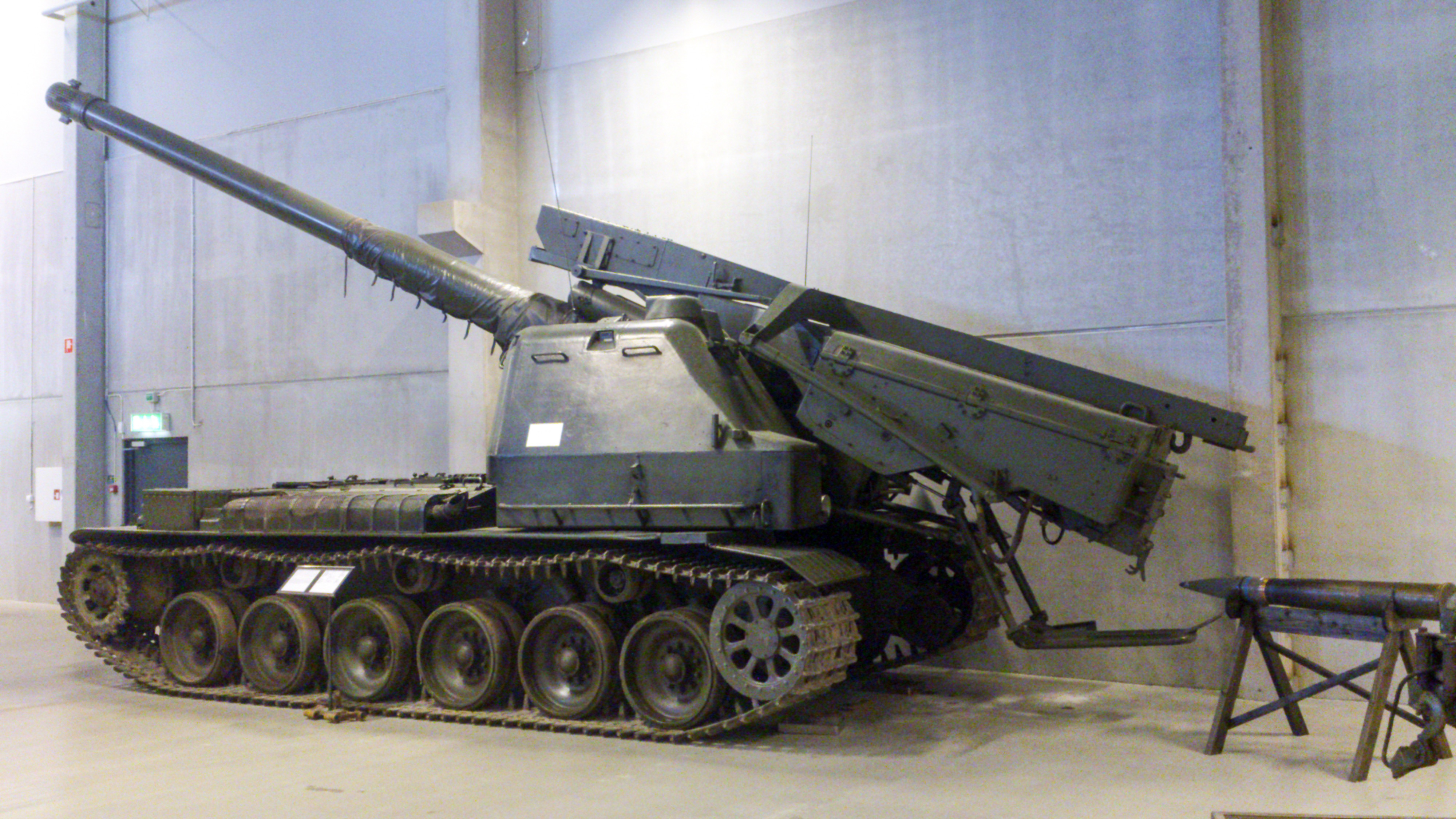
Artillerikanonvagn151
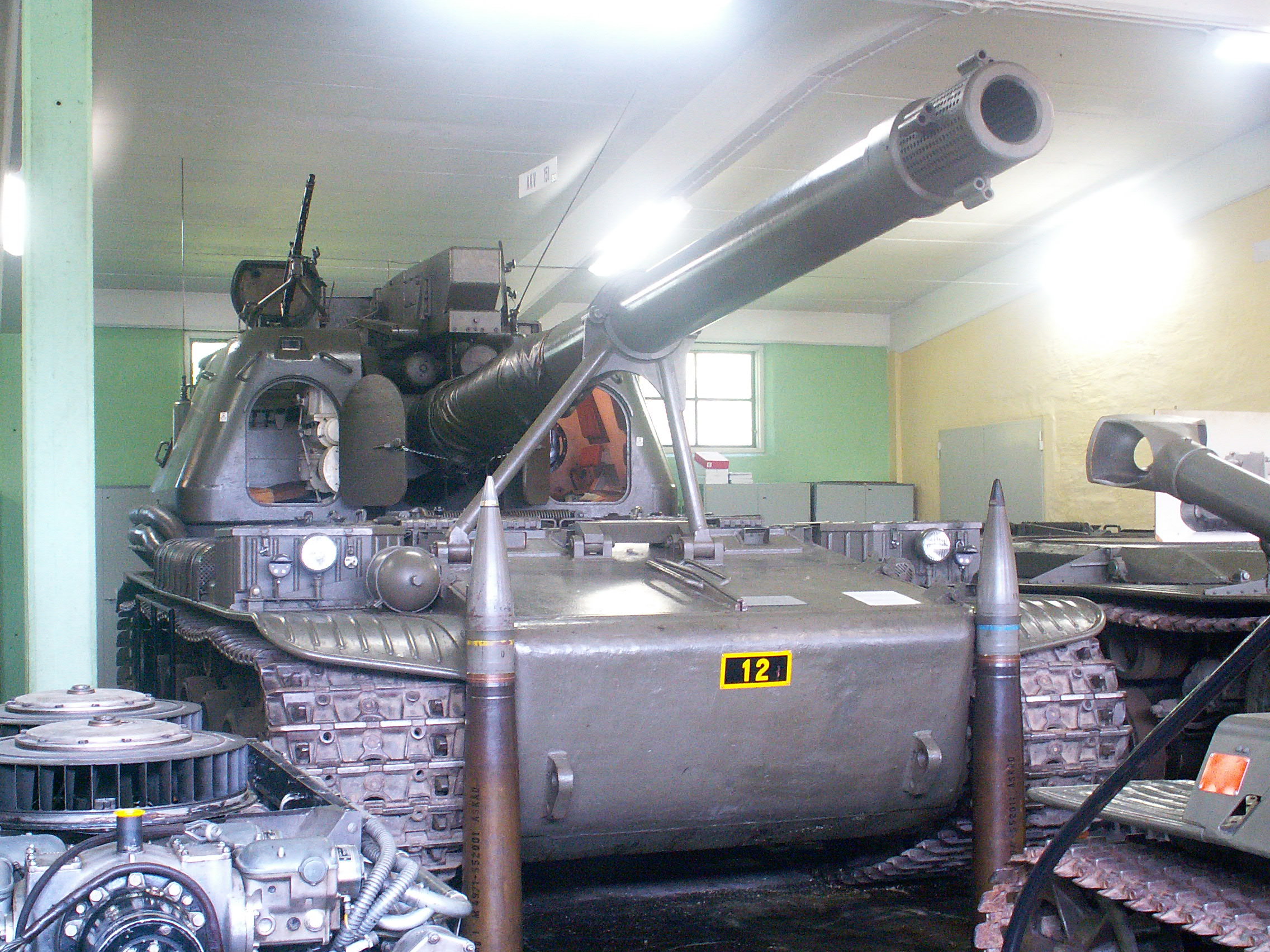
前方より